# Jack Hannah
Ne doit pas être confondu avec William Hanna.
Jack Hannah, né le 5 janvier 1913 en Arizona et mort le 11 juin 1994 à Burbank, en Californie, est un réalisateur, scénariste, animateur et acteur américain.

## Biographie
Jack Hannah est entré aux Studios Disney en 1933 comme intervalliste sur les courts métrages de Mickey, Donald, Dingo et les Silly Symphonies.
Il fait partie des animateurs clés sur le court métrage Le Vieux Moulin (1937).
Il a pris sa retraite en 1959 mais a continué de travailler comme instructeur au sein du California Institute of the Arts, sur le programme d'animation des personnages.
En 1992, il est nommé Disney Legend.

## Filmographie

### Comme réalisateur
- 1944 : Donald est de sortie (Donald's Off Day)
- 1945 : Donald et le Fakir (The Eyes have it)
- 1945 : Donald et Dingo marins (No Sail)
- 1946 : Chevalier d'un jour (A Knight for a Day)
- 1946 : Les Locataires de Mickey (Squatter's Rights)
- 1946 : Donald gardien de phare (Lighthouse Keeping)
- 1946 : Donald, ramenez-le vivant (Frank Duck brings 'em back Alive)
- 1946 : Double Dribble (Double Dribble)
- 1947 : Tireurs d'élite (Straight Shooters)
- 1947 : Le Clown de la jungle (Clown of the Jungle)
- 1947 : Well Oiled (en)
- 1947 : Pépé le grillon (Bootle Beetle)
- 1947 : Dingo va à la chasse (Foul Hunting)
- 1947 : Mail Dog
- 1947 : Donald chez les écureuils (Chip an' Dale)
- 1948 : Ils sont partis (They're Off)
- 1948 : Papa Canard (Daddy Duck)
- 1948 : Donald décorateur (Inferior Decorator)
- 1948 : À la soupe ! (Soup's On)
- 1948 : Le petit déjeuner est servi (Three for Breakfast)
- 1948 : Donald et les Fourmis (Tea for Two Hundred)
- 1949 : Donald amoureux (Crazy Over Daisy)
- 1949 : Pile ou Farces (Donald's Happy Birthday)
- 1949 : Sea Salts
- 1949 : Donald forestier (Winter Storage)
- 1949 : Le Miel de Donald (Honey Harvester)
- 1949 : Donald fait son beurre (All in a Nutshell)
- 1949 : Jardin paradisiaque (The Greener Yard)
- 1949 : Slide, Donald, Slide (Slide Donald Slide)
- 1949 : Donald et son arbre de Noël (Toy Tinkers)
- 1950 : Attention au lion (Lion Around)
- 1950 : La Roulotte de Donald (Trailer Horn)
- 1950 : Donald pêcheur (Hook, Lion and Sinker)
- 1950 : Donald à la plage
- 1950 : Out on a Limb
- 1951 : Lambert le lion peureux (Lambert the Sheepish Lion)
- 1951 : Drôle de poussin (Chicken in the Rough)
- 1951 : Dude Duck
- 1951 : Tic et Tac séducteurs (Two Chips and a Miss)
- 1951 : Une partie de pop-corn (Corn Chips)
- 1951 : Donald pilote d'essai (Test Pilot Donald)
- 1951 : Donald gagne le gros lot (Lucky Number)
- 1951 : Bon pour le modèle réduit (Out of Scale)
- 1951 : Donald et la Sentinelle (Bee on Guard)
- 1952 : Le Verger de Donald (Donald Applecore)
- 1952 : Let's Stick Together (Let's Stick together)
- 1952 : Uncle Donald's Ants
- 1952 : Donald et la Sorcière (Trick or Treat)
- 1952 : L'Arbre de Noël de Pluto (Pluto's Christmas Tree)
- 1953 : La Fontaine de jouvence de Donald (Don's Fountain of Youth)
- 1953 : Le Nouveau Voisin
- 1953 : Rugged Bear
- 1953 : Les Cacahuètes de Donald (Working for Peanuts)
- 1953 : Canvas Back Duck
- 1954 : Donald et les Pygmées cannibales (Spare the Rod)
- 1954 : Le Dragon mécanique (Dragon Around)
- 1954 : Donald visite le parc de Brownstone (Grin and Bear It)
- 1954 : The Flying Squirrel
- 1954 : The Donald Duck Story
- 1955 : No Hunting
- 1955 : Bearly Asleep
- 1955 : Donald et les Abeilles
- 1955 : Donald flotteur de bois (Up a Tree)
- 1956 : Humphrey va à la pêche (Hooked Bear)
- 1956 : Dans le sac (In the Bag)
- 1957 : Le Woody Woodpecker Show (série télévisée)
- 1960 : Freeloading Feline
- 1960 : Hunger Strife
- 1960 : Southern Fried Hospitality
- 1961 : Poop Deck Pirate
- 1961 : Eggnapper
- 1961 : Gabby's Diner (en)
- 1961 : Mackerel Moocher
- 1961 : Clash and Carry
- 1961 : Bear and the Bees
- 1961 : Franken-Stymied
- 1961 : Voo-Doo Boo-Boo
- 1961 : Tricky Trout
- 1961 : Woody's Kook-Out
- 1961 : Tin Can Concert
- 1961 : Doc's Last Stand
- 1962 : Fish and Chips
- 1962 : Rock-a-Bye Gator
- 1962 : Pest of Show
- 1962 : Fowled-Up Birthday
- 1962 : Rocket Racket
- 1962 : Mother's Little Helper
- 1962 : Punch Pooch
- 1962 : Corny Concerto

### Comme scénariste
- 1938 : Les Neveux de Donald (Donald's Nephews)
- 1938 : Donald joue au golf (Donald's Golf Game)
- 1939 : Donald le chanceux (Donald's Lucky Day)
- 1939 : Champion de hockey (The Hockey Champ)
- 1939 : Le Cousin de Donald (Donald's Cousin Gus)
- 1940 : Donald fait du camping (Donald's Vacation)
- 1940 : Nettoyeurs de carreaux (Window Cleaners)
- 1940 : Donald capitaine des pompiers (Fire Chief)
- 1941 : Donald bûcheron (Timber)
- 1941 : Bonne nuit Donald (Early to Bed)
- 1941 : Donald garde-champêtre (Truant Officer Donald)
- 1941 : Donald fermier (Old MacDonald Duck)
- 1941 : Donald cuistot (Chef Donald)
- 1942 : Donald à l'armée (Donald Gets Drafted)
- 1942 : La Mascotte de l'armée (Mascotte de l'armée)
- 1942 : Donald parachutiste (Sky Trooper)
- 1942 : Donald groom d'hôtel (Bellboy Donald)
- 1943 : Facéties militaires (The Old Army Game)
- 1943 : À l'attaque ! (court-métrage) (Home Defense)
- 1944 : Donald joue du trombone (Trombone Trouble)
- 1960 : Donald Duck and his Companions

### Comme animateur
- 1937 : Inventions modernes
- 1937 : Le Vieux Moulin
- 1937 : L'Autruche de Donald
- 1938 : Le Sang-froid de Donald
- 1938 : L'Ange gardien de Donald
- 1938 : Les Neveux de Donald
- 1938 : Bons scouts
- 1938 : Donald joue au golf
- 1939 : Donald le chanceux
- 1939 : Champion de hockey
- 1939 : Scouts marins
- 1939 : Le Pingouin de Donald
- 1940 : Donald fait du camping
- 1942 : Donald bagarreur
- 1942 : Le Jardin de Donald
- 1960 : Donald Duck and his Companions

### Comme acteur
- 1979 : Lady and the Lamp (voix)

## Bandes dessinées Disney[2]

### Comme scénariste
- 1942 : Pluto sauve le bateau (Saves the Ship)
- 1943 : School Days
- 1947 : Sleepy Time Donald

### Comme dessinateur
- 1941 : Old MacDonald Duck
- 1942 : Donald et le trésor du pirate (Donald Duck Finds Pirate Gold)
- 1943 : School Days
- 1943 : Santa Claus's Visit
- 1947 : Donald et les pirates ! (Donald Duck and the Pirates)
- 1947 : Pilots a Jet Plane
- 1947 : Turns Sleuth Hound
- 1947 : Sleepy Time Donald
- 1947 : La crise du marshmallow (Big Blow-out)
- 1979 : The New Spirit

Les titres uniquement en anglais sont les bandes dessinées encore inédites en France.